# 魯賓利臣·蒙迪路·費利拿
魯賓利臣·蒙迪路·費利拿（Rubenilson Monteiro Ferreira，1972年7月8日—），出生于聖路易斯，巴西职业足球运动员，司職中場。

## 外部連結
- romaniansoccer （页面存档备份，存于）
- sambafoot （页面存档备份，存于）
- Profile on Standard de Liège official site[永久]
- k-league personal record 루비
- 魯賓利臣·蒙迪路·費利拿 – 法國職業足球聯賽数据 – 支持法语（已存档）